# Агрополи
Агрополи (итал. Agropoli) је насеље у Италији у округу Салерно, региону Кампанија.
Према процени из 2011. у насељу је живело 17335 становника. Насеље се налази на надморској висини од 8 м.

## Географија
| Клима (Агрополи)         | Клима (Агрополи) | Клима (Агрополи) | Клима (Агрополи) | Клима (Агрополи) | Клима (Агрополи) | Клима (Агрополи) | Клима (Агрополи) | Клима (Агрополи) | Клима (Агрополи) | Клима (Агрополи) | Клима (Агрополи) | Клима (Агрополи) | Клима (Агрополи) |
| Показатељ \ Месец        | .Јан.            | .Феб.            | .Мар.            | .Апр.            | .Мај.            | .Јун.            | .Јул.            | .Авг.            | .Сеп.            | .Окт.            | .Нов.            | .Дец.            | .Год.            |
| ------------------------ | ---------------- | ---------------- | ---------------- | ---------------- | ---------------- | ---------------- | ---------------- | ---------------- | ---------------- | ---------------- | ---------------- | ---------------- | ---------------- |
| Средњи максимум, °C (°F) | 9,9 (49,8)       | 9,9 (49,8)       | 12,6 (54,7)      | 16,0 (60,8)      | 20,2 (68,4)      | 24,3 (75,7)      | 28,7 (83,7)      | 29,2 (84,6)      | 25,4 (77,7)      | 20,9 (69,6)      | 15,8 (60,4)      | 12,0 (53,6)      | 29,2 (84,6)      |
| Средњи минимум, °C (°F)  | 3,7 (38,7)       | 4,0 (39,2)       | 5,7 (42,3)       | 8,6 (47,5)       | 11,7 (53,1)      | 15,6 (60,1)      | 19,1 (66,4)      | 19,6 (67,3)      | 16,5 (61,7)      | 13,0 (55,4)      | 9,1 (48,4)       | 5,9 (42,6)       | 3,7 (38,7)       |
| [ тражи се извор ]       |                  |                  |                  |                  |                  |                  |                  |                  |                  |                  |                  |                  |                  |

## Становништво
| 1931. | 1936. | 1951. | 1961. | 1971.  | 1981.  | 1991.  | 2001.  | 2011.  |
| ----- | ----- | ----- | ----- | ------ | ------ | ------ | ------ | ------ |
| 5.300 | 5.887 | 7.774 | 9.334 | 11.012 | 14.329 | 17.926 | 19.949 | 20.610 |

## Партнерски градови
- Чили